# Ascosphaera scaccaria
Ascosphaera scaccaria är en svampart som beskrevs av Pinnock, R.B. Coles & B. Donovan 1988. Ascosphaera scaccaria ingår i släktet Ascosphaera och familjen Ascosphaeraceae.   Inga underarter finns listade i Catalogue of Life.